# Karaczany Grecji
Karaczany Grecji – ogół taksonów owadów z rzędu karaczanów (Blattodea) stwierdzonych na terenie Grecji.

## Karaczanowate(Blattidae)
- Blatta orientalis Linnaeus, 1758[1] – karaczan wschodni
- Periplaneta americana (Linnaeus, 1758)[2] – przybyszka amerykańska

## Polyphagidae
- Polyphaga aegyptiaca (Linnaeus, 1758)[3]
- Psammoblatta curtipennis (Chopard, 1929)[4]
- Psammoblatta ebneri (Chopard, 1929)[5]
- Psammoblatta livida (Brunner von Wattenwyl, 1865)[6]

## Prusakowate(Blattellidae)
- Blattella germanica (Linnaeus, 1767)[7] – karaczan prusak
- Capraiellus tamaninii (Galvagni, 1972)[8]
- Ectobius balcani Ramme, 1923[9]
- Ectobius erythronotus Burr, 1898[10]
- Ectobius friseanus Princis, 1963 – doniesienie niepewne[11]
- Ectobius lapponicus (Linnaeus, 1758)[12] – zadomka polna
- Ectobius parvosacculatus Failla & Messina, 1974[13]
- Ectobius punctatissimus Ramme, 1922[14]
- Ectobius sylvestris (Poda, 1761)[15] – zadomka leśna
- Ectobius vittiventris (Costa, 1847) – doniesienie niepewne[16]
- Loboptera decipiens (Germar, 1817)[17]
- Phyllodromica brevipennis (Fischer, 1853)[18]
- Phyllodromica carniolica (Ramme, 1913) – doniesienie niepewne[19]
- Phyllodromica cecconii (Griffini, 1895) – endemit Krety[20]
- Phyllodromica clavata Failla & Messina, 1979[21]
- Phyllodromica cretensis (Ramme, 1927) – endemit Krety[22]
- Phyllodromica graeca (Brunner von Wattenwyl, 1882)[23]
- Phyllodromica marginata (Schreber, 1781)[24]
- Phyllodromica pallida (Brunner von Wattenwyl, 1882)[25]
- Phyllodromica subaptera (Rambur, 1838)[26]
- Supella longipalpa (Fabricius, 1798)[27]